# Markus Rüttermann
Markus Rüttermann (* 1965 in Hamburg) ist ein deutscher Japanologe.

## Leben
Rüttermann studierte von 1985 bis 1992 Japanologie und Geschichte an der Universität Hamburg. 1987/1988 absolvierte er ein Studienjahr in Japan an der International Christian University. Von 1996 bis 2002 war er wissenschaftlicher Assistent an der Mori-Ōgai-Gedenkstätte der Humboldt-Universität zu Berlin und habilitierte sich dort 2002 für das Fach Japanologie. Im selben Jahr wurde er an das Kokusai Nihon Bunka Kenkyū Center in Kyoto berufen. Dort ist er seither am Research Board als Forschungsprofessor tätig, verbunden mit einer Professur an der Graduate University for Advanced Studies (SOKENDAI) in Kanagawa. 2010 und 2012 war er Gastprofessor an der Humboldt-Universität.
2013 erhielt er den Walter de Gruyter-Preis der Berlin-Brandenburgischen Akademie der Wissenschaften.
Seine Forschungsschwerpunkte sind Sozial- und Kulturgeschichte des japanischen Mittelalters sowie Paläografie.

## Schriften (Auswahl)
- Das Dorf Suganoura und seine historischen Quellen. Untersuchungen zur Genese einer zentraljapanischen Dorfgemeinde im späten Mittelalter. Hamburg 1996, ISBN 3-928463-62-4.
- Unbefangenheit. Keichûs Beitrag zur Wissenschaftstheorie im frühneuzeitlichen Japan. Wiesbaden 2000, ISBN 3-447-04268-0.
- Schreib-Riten (shorei). Untersuchungen zur Geschichte der japanischen Briefetikette. Wiesbaden 2011, ISBN 978-3-447-06531-3.
- als Herausgeber mit Michael Kinski, Matthew Königsberg, Gerhard Leinss und Harald Salomon: En – Nexus. Japanische Episoden übersetzt für die Ökumene. Klaus Kracht zu Ehren aus Anlaß seiner Emeritierung. Wiesbaden 2013, ISBN 978-3-447-10038-0.